# Carlo Pavesi

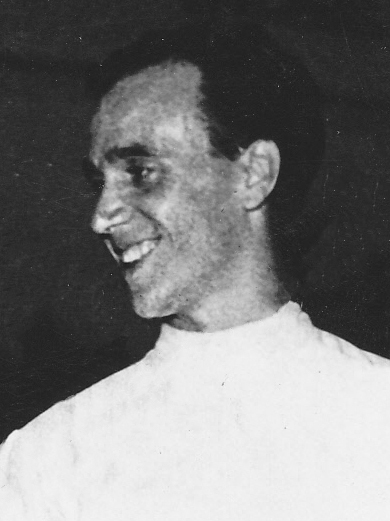
Carlo Pavesi

Carlo Pavesi (* 10. Juni 1923 in Voghera; † 24. März 1995 in Mailand) war ein italienischer Fechter, der mit dem Degen vier olympische Goldmedaillen gewann.
1950 gewann er seinen ersten Weltmeistertitel mit der italienischen Mannschaft. 1951 wurde er in der Einzelwertung hinter seinem Landsmann Edoardo Mangiarotti Zweiter, im Mannschaftsfinale unterlagen beide mit ihrer Mannschaft den Franzosen. 1952 in Helsinki nahm Pavesi erstmals an Olympischen Spielen teil. In der Einzelwertung wurde er Sechster, während Edoardo Mangiarotti Gold und Dario Mangiarotti Silber gewann. Gemeinsam besiegten sie im Mannschaftsfinale die Schweden.
1953 gehörte Pavesi wieder zur Weltmeistermannschaft, bis 1958 gewannen die Italiener nun jedes Jahr. 1954 wurde Pavesi erneut hinter Edoardo Mangiarotti Zweiter in der Einzelwertung, 1955 wurde er Dritter hinter seinen Landsleuten Giorgio Anglesio und Franco Bertinetti.
Bei den Olympischen Spielen 1956 gewann er mit der Mannschaft  seine zweite Goldmedaille. Im Degeneinzel zwei Tage später kam es zu der kuriosen Situation, dass drei italienische Fechter, Carlo Pavesi, Giuseppe Delfino und Edoardo Mangiarotti nach dem Finale mit je fünf Siegen und zwei Niederlagen gleichauf lagen. Nach der ersten Runde im Stichkampf hatte jeder der Drei einen Sieg und eine Niederlage. Es ging auf Mitternacht, als Mangiarotti im zweiten Stechen zweimal verlor. Letztlich gewann Pavese dann Gold vor Delfino und Mangiarotti. 
Mit 37 Jahren stand Pavese bei den Olympischen Spielen 1960 noch einmal in der siegreichen Mannschaft. 
Carlo Pavesi war neben dem Sport bei der Banco Populare di Vicenza beschäftigt, wo er von 1966 bis 1989 Generaldirektor war.